# Zeno di Verona
Zeno, o Zenone (Mauretania, 300 – Verona, 12 aprile 371), è stato l'ottavo vescovo di Verona ed è venerato come santo dalla Chiesa cattolica e da quella ortodossa.

## Biografia

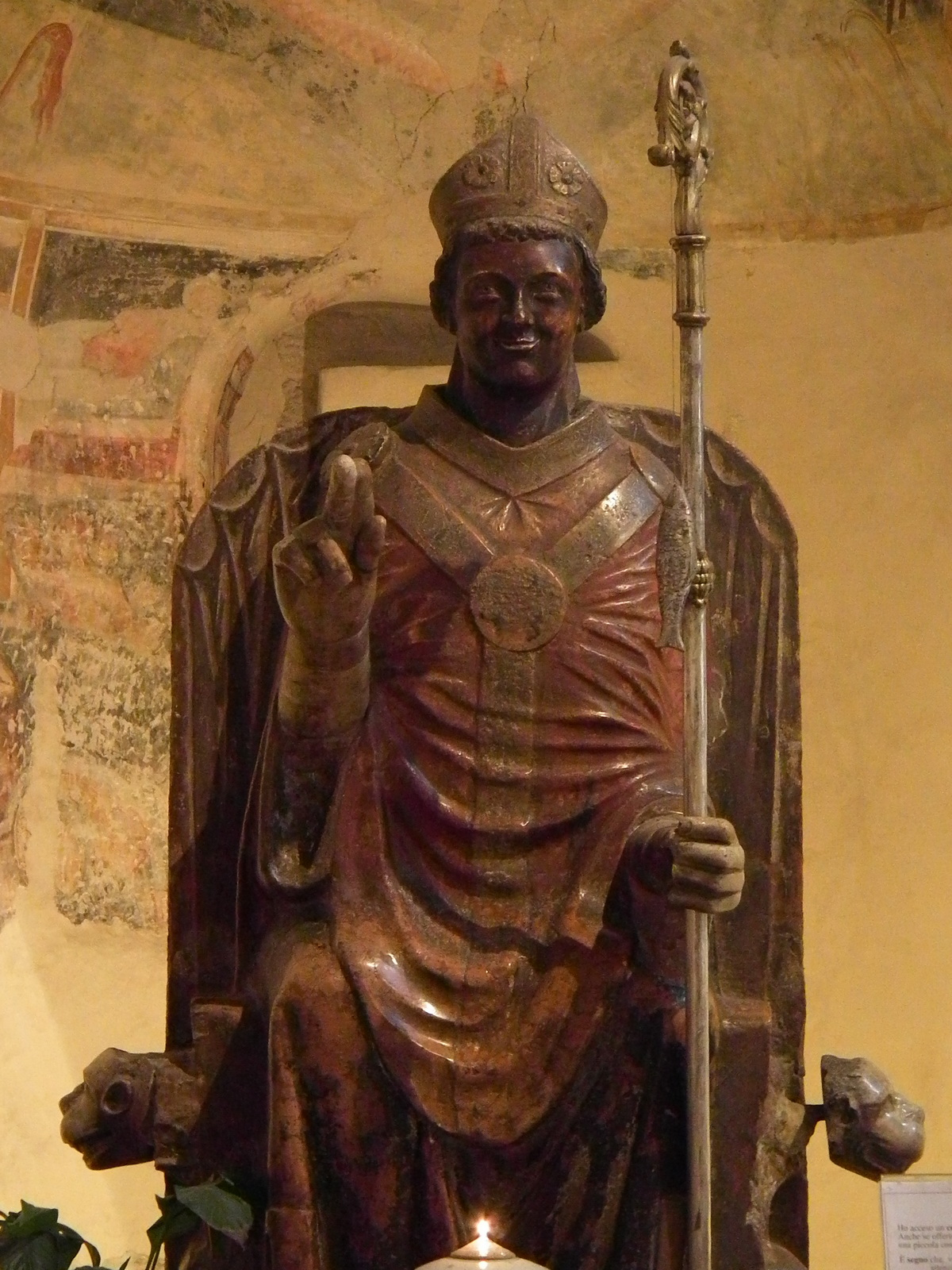
La statua di San Zeno che ride, nella Basilica di San Zeno a Verona

La maggior parte della sua vita è avvolta nella leggenda, ma pare fosse originario della Mauretania, e per questo vi si fa spesso ancora riferimento come al "Vescovo Moro". Fu vescovo di Verona dal 362 al 371.
Secondo le fonti agiografiche visse in austerità e semplicità, tanto che pescava egli stesso nell'Adige il pesce per il proprio pasto. Per questo è considerato protettore dei pescatori d'acqua dolce. Era comunque persona colta ed erudita, formatosi alla scuola di retorica africana, i cui maggiori esponenti furono Apuleio di Madaura, Tertulliano, Cipriano e Lattanzio. Sono giunti fino a noi numerosi suoi sermoni, di cui 16 lunghi e 77 brevi, che testimoniano come egli, nella sua opera di evangelizzazione, si confrontò con il paganesimo ancora diffuso e si applicò per confutare l'arianesimo. Il sermone quindicesimo, per esempio, traccia un parallelo tra la figura di Giobbe e quella di Cristo.

### I miracoli
I miracoli che le leggende devozionali raccontano sono parecchi:
- uno riguarda una scommessa che san Zeno avrebbe fatto col Diavolo: con la vittoria in una partita a palla, giocata con la punta di una montagna, avrebbe ottenuto, come da scommessa, un battesimale in porfido (visibile all'entrata della chiesa) che il terribile rivale sarebbe stato costretto a portare sulle spalle fin da Roma;
- un altro narra di come san Zeno avrebbe guarito la figlia indemoniata del magistrato Gallieno di Rezia (da non confondere con l'imperatore omonimo), ricevendo in dono una preziosa corona;
- la leggenda più straordinaria è riferita da papa Gregorio I ("Gregorio Magno") e narra di un improvviso straripamento delle acque dell'Adige che sommerse tutta la città fino ai tetti delle chiese, al tempo del re longobardo Autari. Le acque arrivarono alla cattedrale dove il re aveva appena sposato la bella principessa Teodolinda, precisa il monaco Coronato, ma si sarebbero arrestate improvvisamente, in sospensione, sulla porta, tanto da potersi bere ma senza poter invadere l'interno. Ciò avrebbe determinato la salvezza dei veronesi, che, pur non potendo uscire, poterono resistere finché la piena non calò. La fama di questo miracolo si diffuse. I pistoiesi, invasi ogni anno dalle acque del fiume Ombrone, quando le acque che dilagavano nella piana si aprirono un varco riversandosi nell'Arno, attribuirono il miracolo a san Zeno elevandolo a patrono della loro cattedrale.

## Il culto

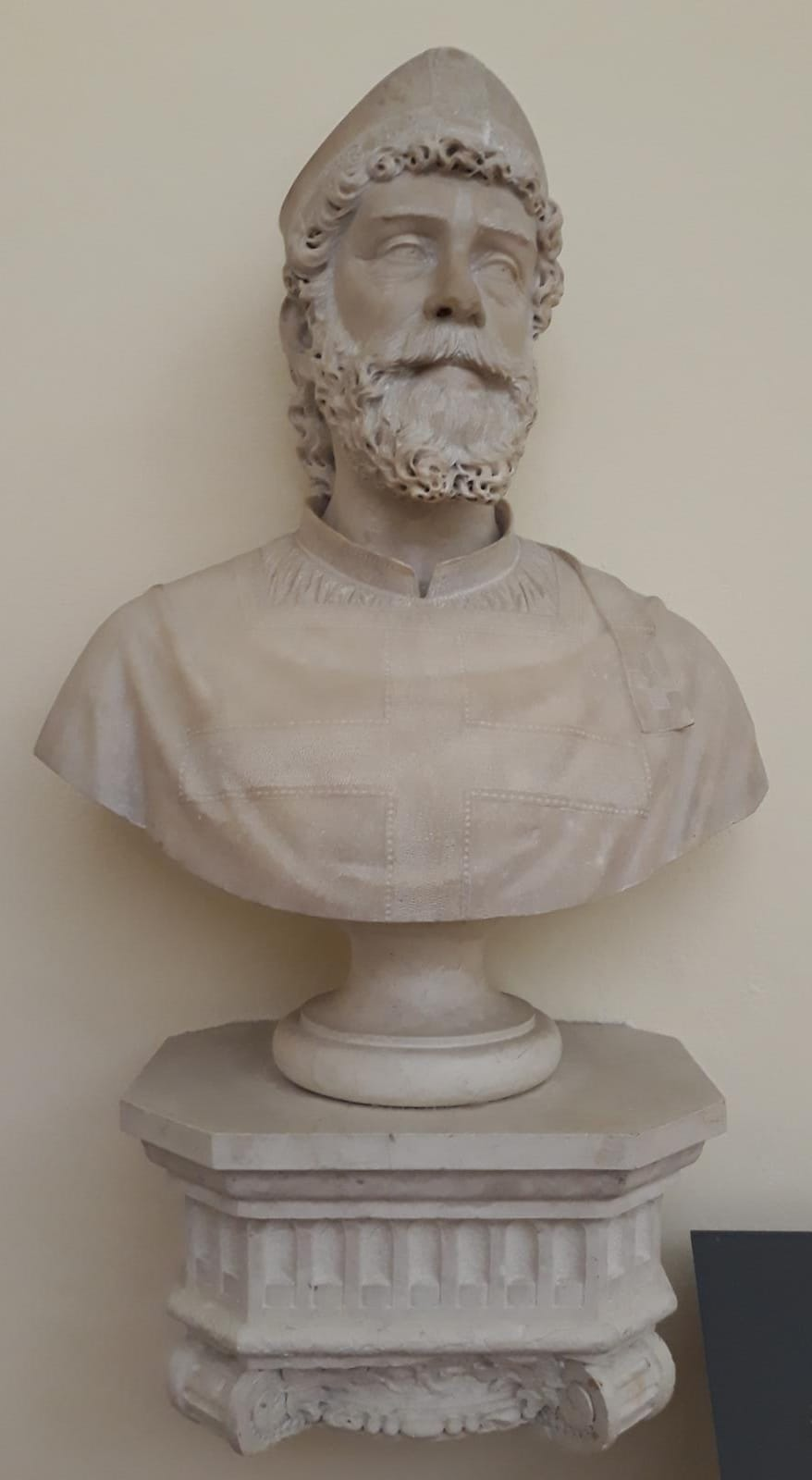
Il busto di san Zeno presso la Protomoteca della Biblioteca civica di Verona

La sua festa è fissata nel martirologio al 12 aprile, ma la diocesi di Verona lo celebra il 21 maggio, giorno della traslazione del corpo fatta dai santi Benigno e Caro dalla temporanea sepoltura nella Cattedrale alla zona dell'attuale Basilica di San Zeno Maggiore, avvenuta il 21 maggio 807.

### A Verona

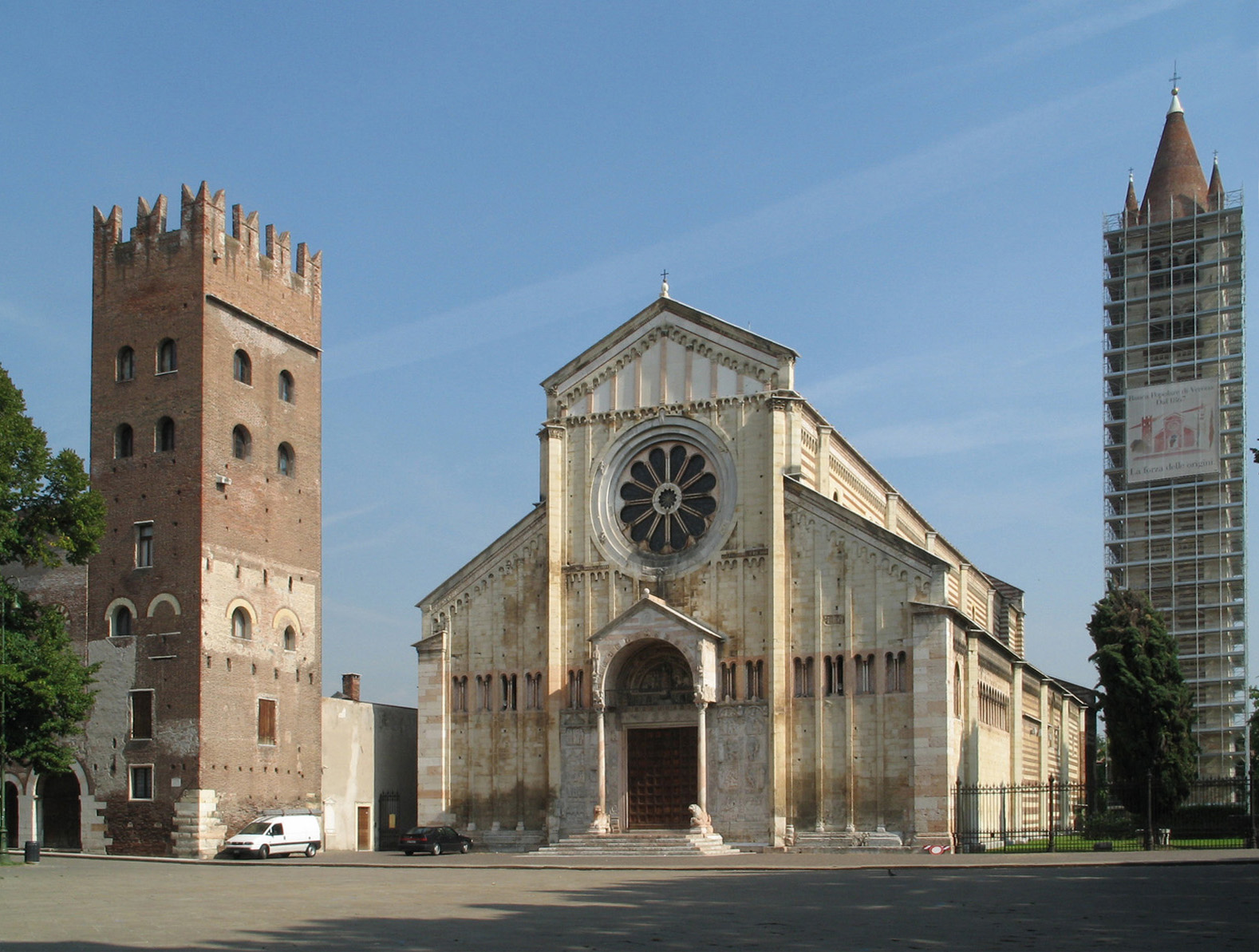
Verona, Basilica di San Zeno

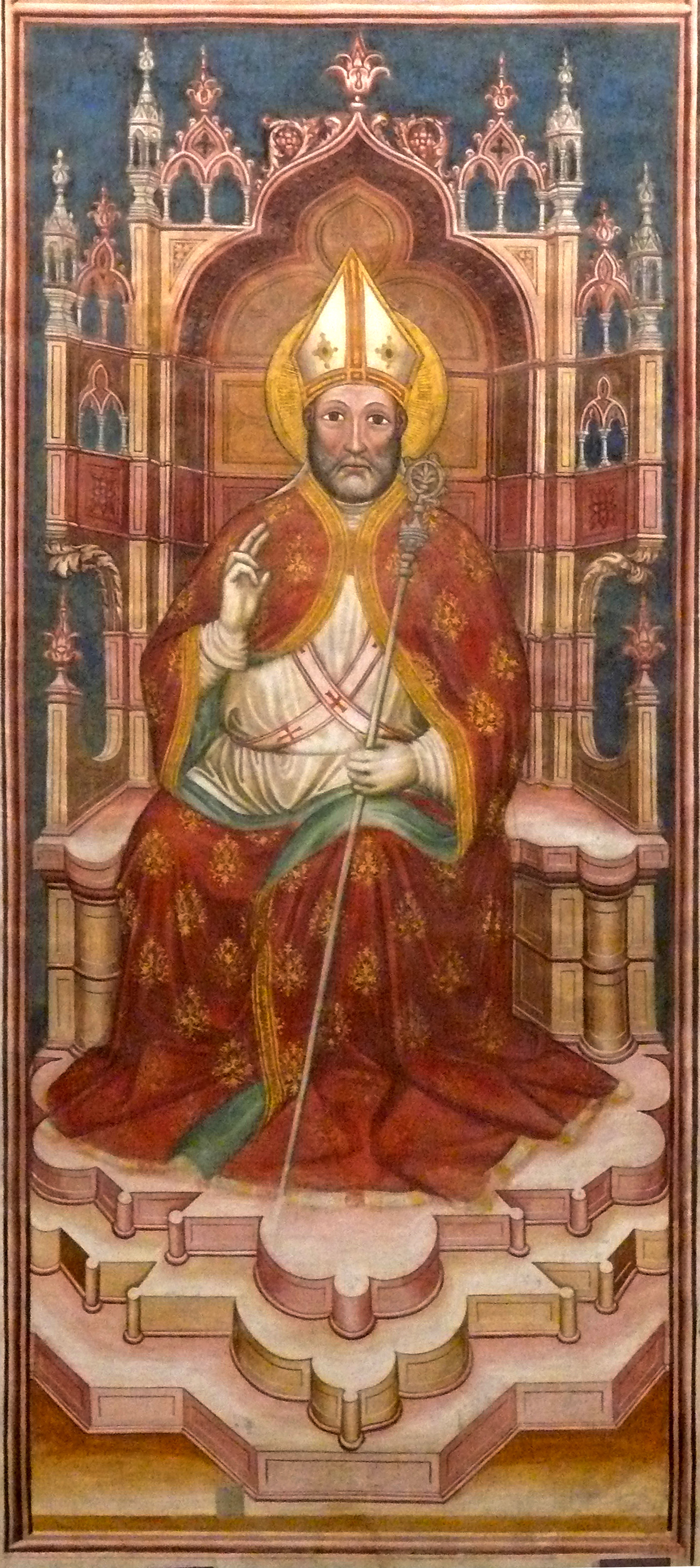
San Zeno: affresco trecentesco posto nell'abside della basilica, dietro la grande pala del Mantegna e proprio per questo di norma invisibile al pubblico, si notino la strana presenza della barba e l'assenza del pesciolino pendente dal pastorale

A lui i devoti veronesi dedicarono la loro basilica, capolavoro dell'arte romanica: sulle formelle in bronzo del portale, sui bassorilievi in pietra a sinistra e a destra della porta e in alto sul protiro è raffigurata la vita di San Zeno con i suoi miracoli. Mentre nel dipinto in alto san Zeno compare tra i milites (i cavalieri, a destra) e i pedites (fanti, a sinistra), simboli dell'aristocrazia e del popolo riuniti nella fede cristiana, Zeno è anche ritratto in una grande statua di marmo policromo, sorridente e benedicente, e con il tipico pesciolino appeso al filo che pende dal pastorale, nell'absidiola a sinistra del presbiterio  San Zen che ride a cui tutti i veronesi sono molto affezionati.
A differenza del festa liturgica di San Zeno (il 12 aprile), nella Diocesi di Verona la ricorrenza è stata spostata al 21 maggio, giorno della trasferimento della sua salma nella Basilica a lui dedicata.

### Nella provincia di Verona e nel resto d'Italia
Secondo la leggenda medievale il vescovo di Verona nel IV secolo d.C. si recò nel pagus a evangelizzare le comunità, in alcune villae lasciò dei sacelli cristiani che diventarono importanti chiese come la Chiesa di San Zeno (Cerea), sul Menago tra Asparetto e Cerea, che venne poi trasformato nell'attuale chiesa romanica; in altre villae come quella di Minerva convertì al nuovo culto gli abitanti, i quali trasformarono il tempio nell'attuale pieve di San Zeno a San Zenone, mentre gli irriducibili fedeli alla dea si trasferirono due km più a ovest, dove fondarono l'attuale comune di Minerbe. Nel 1923 durante i lavori di ampliamento che rivoluzionarono l'orientamento dell'antica pieve da est-ovest, girando la facciata a est dell'attuale chiesa parrocchiale di San Zenone, emersero le fondamenta del tempio romano circolare e il pavimento musivo. L'allora parroco Balarotto segnalò il ritrovamento alla Sovrintendenza e consegnò al Museo Archeologico di Verona delle anfore romane che emersero dagli scavi.
La dominazione veneta sulla città e Provincia di Brescia ne hanno diffuso il culto, tanto che san Zeno (qui chiamato Zenone) è patrono in ben 17 parrocchie della diocesi, fra le quali spiccano San Zeno Naviglio e quella di Sale Marasino, situata sulla sponda bresciana del Lago d'Iseo.
Il culto del santo è presente anche in Provincia di Milano, essendo patrono di Cambiago e compatrono della parrocchia centrale della città di Cassano d'Adda (diocesi di Cremona) dove il santo è venerato il 9 dicembre insieme alla Immacolata Concezione.
A Cerano d'Intelvi sorge l'oratorio di San Zeno in cima all'omonimo monte, risalente al XIII secolo, distrutto da un fulmine nel XX secolo e ricostruito completamente di recente. La pieve dedicata a San Zeno, è la più antica delle chiese di Lonato del Garda.
Già nel 1039, a Casalpusterlengo (al tempo Casale Gausarii, nella Diocesi di Lodi,  esisteva una chiesa dedicata a San Zeno. Fin dalla fine del 1400 furono lì presenti i frati Eremitani di Sant'Agostino, nell'attiguo convento. Nel 1792 la chiesa venne abbattuta. Persistono oggi pochi resti della struttura conventuale, riconvertita in cascinale in epoca successiva.
San Zenone è anche patrono di Lugagnano Val d'Arda e di San Zenone degli Ezzelini che lo celebrano il 9 dicembre, giorno della sua ordinazione.
La Cattedrale di Pistoia è dedicata a San Zeno, per un miracolo ricevuto per intercessione del Santo. La statua in marmo di San Zeno è posta sul tetto della Cattedrale, a lato della statua di Sant'Jacopo.
Il Santuario della Madonna di San Zeno a Gravellona Lomellina, sorge sopra un'antica chiesetta in prossimità del cimitero del paese, risalente a prima dell'anno mille e ricostruita interamente nel Settecento. La chiesa antecedente era dedicata a San Zenone, allora invocato come protettore dalla peste, e in essa veniva venerata un'immagine della Madonna, di un autore anonimo.
L'edificio, di forma ottagonale e in stile settecentesco (1762), presenta sfumature di ispirazione bramantesca e richiama l'Oratorio di San Biagio in Rossate.

### Patronati
San Zeno è il patrono di diversi comuni italiani, tra i quali:
- Ambivere (BG) - 12 aprile
- Aviano (PN)
- Bolbeno (TN)  - 16 agosto
- Boldeniga (BS) - 12 aprile
- Borso del Grappa (TV) compatrono
- Caino (BS) - 21 maggio
- Cambiago (MI)
- Campione d'Italia (CO) - 12 aprile
- Cassano d'Adda (MI), compatrono - 9 dicembre
- Castano Primo (MI) - ultima domenica di ottobre
- Cene (BG) - 12 aprile
- Cerea (VR) - 21 maggio
- Cisano Bergamasco (BG) compatrono
- Corona (Mariano del Friuli) (GO) compatrono
- Crosano (Provincia di Trento) - patrono

- Finale Emilia (MO) - 9 luglio
- Fossalta di Portogruaro (VE)
- Fumane (VR) - 21 maggio
- Lugagnano Val d'Arda (PC) - 9 dicembre
- Maclodio (BS) - 9 dicembre
- Magherno (PV)  - prima domenica di maggio
- Momo (NO) - agosto
- Montecastello (AL) - 16 agosto
- Naturno (BZ) - 2 settembre
- Odolo (BS) - 12 aprile
- Olgiate Molgora (LC) - 12 aprile
- Onigo di Pederobba (TV) - 9 dicembre
- Osio Sopra (BG) - 12 aprile
- Osio Sotto (BG) compatrono
- Palù (VR) - 21 maggio
- Passirano (BS) - ottobre

- Pianico (BG) - 12 aprile
- Rivarolo del Re ed Uniti (CR) - 12 aprile
- Rolo (RE) - 18 giugno
- Roverchiara (VR) - 21 maggio
- Sale Marasino (BS)
- San Zeno di Montagna (VR) - 21 maggio
- San Zeno Naviglio (BS) - 9 dicembre
- San Zenone al Lambro (MI)
- San Zenone degli Ezzelini (TV) - 12 aprile
- Sovramonte (BL)
- Valera Fratta (LO) - ottobre
- Vermezzo (MI) - ultima domenica di maggio
- Verona - 21 maggio
- Zugliano (VI) - 12 aprile

### Filmografia
Mauro Vittorio Quattrina, Docufilm_ IL SORRISO DI SAN ZENO - la vita, gli scritti ed i miracoli Verona 2022